# Draft WNBA 2011
Il Draft WNBA 2011 fu il quindicesimo draft tenuto dalla WNBA e si svolse l'11 aprile 2011.
|  | Giocatrici selezionate per l'all-star game WNBA |

## Primo giro
| Scelta | Giocatrice           | Nazionalità | Squadra WNBA                        | College/Squadra di club |
| ------ | -------------------- | ----------- | ----------------------------------- | ----------------------- |
| 1      | Maya Moore           | Stati Uniti | Minnesota Lynx                      | UConn Huskies           |
| 2      | Liz Cambage          | Australia   | Tulsa Shock                         | Bulleen Boomers         |
| 3      | Courtney Vandersloot | Stati Uniti | Chicago Sky                         | Gonzaga Bulldogs        |
| 4      | Amber Harris         | Stati Uniti | Minnesota Lynx (da Connecticut)     | Xavier Musketeers       |
| 5      | Jantel Lavender      | Stati Uniti | Los Angeles Sparks                  | Ohio St. Buckeyes       |
| 6      | Danielle Robinson    | Stati Uniti | San Antonio Silver Stars            | Oklahoma Sooners        |
| 7      | Kayla Pedersen       | Stati Uniti | Tulsa Shock (da Phoenix)            | Stanford Cardinal       |
| 8      | Ta'Shia Phillips     | Stati Uniti | Atlanta Dream (ceduta a Washington) | Xavier Musketeers       |
| 9      | Jeanette Pohlen      | Stati Uniti | Indiana Fever                       | Stanford Cardinal       |
| 10     | Alex Montgomery      | Stati Uniti | New York Liberty                    | Georgia T. Yel. Jack.   |
| 11     | Victoria Dunlap      | Stati Uniti | Washington Mystics                  | Kentucky Wildcats       |
| 12     | Jasmine Thomas       | Stati Uniti | Seattle Storm                       | Duke Blue Devils        |

## Secondo giro
| Scelta | Giocatrice       | Nazionalità | Squadra WNBA                                                 | College/Squadra di club |
| ------ | ---------------- | ----------- | ------------------------------------------------------------ | ----------------------- |
| 13     | Jessica Breland  | Stati Uniti | Minnesota Lynx (da Tulsa via Connecticut; ceduta a New York) | N. Carol. Tar Heels     |
| 14     | Felicia Chester  | Stati Uniti | Minnesota Lynx (ceduta a Atlanta)                            | DePaul B. Demons        |
| 15     | Carolyn Swords   | Stati Uniti | Chicago Sky                                                  | Boston C. Eagles        |
| 16     | Sydney Colson    | Stati Uniti | Connecticut Sun (ceduta a New York)                          | Texas A&M Aggies        |
| 17     | Angie Bjorklund  | Stati Uniti | Chicago Sky (da Los Angeles)                                 | Tenn. L. Volunteers     |
| 18     | Rachel Jarry     | Australia   | Atlanta Dream (da San Antonio; ceduta a Minnesota)           | Bulleen Boomers         |
| 19     | Brittany Spears  | Stati Uniti | Phoenix Mercury                                              | Colorado Buffaloes      |
| 20     | Danielle Adams   | Stati Uniti | San Antonio Silver Stars (da Atlanta)                        | Texas A&M Aggies        |
| 21     | Italee Lucas     | Stati Uniti | Tulsa Shock (da Indiana)                                     | N. Carol. Tar Heels     |
| 22     | Angel Robinson   | Stati Uniti | New York Liberty (ceduta a Minnesota)                        | Marquette G. Eagles     |
| 23     | Karima Christmas | Stati Uniti | Washington Mystics                                           | Duke Blue Devils        |
| 24     | Ify Ibekwe       | Stati Uniti | Seattle Storm                                                | Arizona Wildcats        |

## Terzo giro
| Scelta | Giocatrice                                  | Nazionalità | Squadra WNBA                           | College/Squadra di club |
| ------ | ------------------------------------------- | ----------- | -------------------------------------- | ----------------------- |
| 25     | Chastity Reed                               | Stati Uniti | Tulsa Shock                            | UALR Trojans            |
| 26     | Kachine Alexander                           | Stati Uniti | Minnesota Lynx                         | Iowa Hawkeyes           |
| 27     | Amy Jaeschke                                | Stati Uniti | Chicago Sky                            | Northwest. Wildcats     |
| 28     | Adrienne Johnson                            | Stati Uniti | Connecticut Sun                        | L.T. Lady Techsters     |
| 29     | Elīna Babkina (scelta in seguito annullata) | Lettonia    | Los Angeles Sparks                     | Arka Gdynia             |
| 30     | Porsha Phillips                             | Stati Uniti | San Antonio Silver Stars               | Georgia L. Bulld.       |
| 31     | Tahnee Robinson                             | Stati Uniti | Phoenix Mercury (ceduta a Connecticut) | Nevada Wolf Pack        |
| 32     | Kelsey Bolte                                | Stati Uniti | Atlanta Dream                          | Iowa St. Cyclones       |
| 33     | Jori Davis                                  | Stati Uniti | Indiana Fever                          | OSU Cowgirls            |
| 34     | Mekia Valentine                             | Stati Uniti | New York Liberty                       | UCSB Gauchos            |
| 35     | Sara Krnjić                                 | Serbia      | Washington Mystics                     | Pécs 2010               |
| 36     | Krystal Thomas                              | Stati Uniti | Seattle Storm                          | Duke Blue Devils        |